# Економіка Аргентини

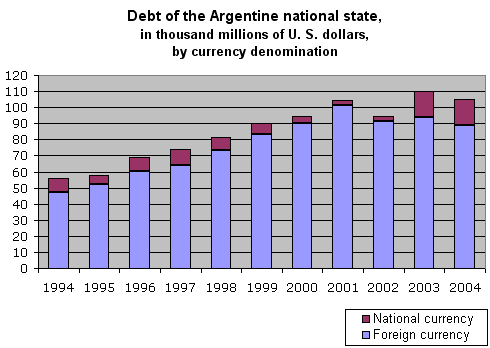
Державний борг Аргентини, 1994—2004.

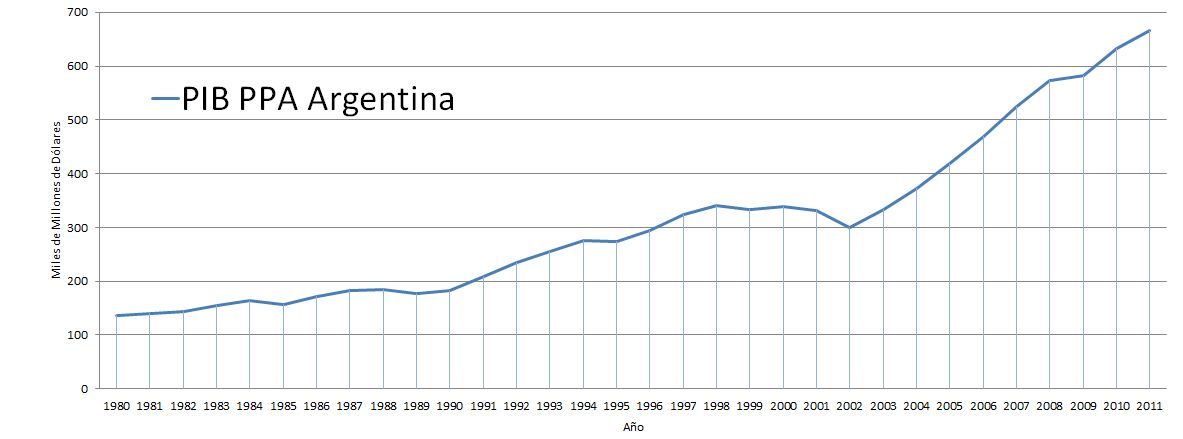
Динаміка ВВП Аргентини у 1980—2011

Завдяки багатим природним ресурсам, висококваліфікованим трудовим кадрам, диверсифікованій промисловій базі та експортно-орієнтованому сільському господарству, економіка Аргентини є третьою за величиною в Латинській Америці та другою за величиною в Південній Америці. Вона має «дуже високий» рейтинг за Індексом людського розвитку та порівняно високий ВВП на душу населення, значний розмір внутрішнього ринку та зростаючу частку високотехнологічного сектору.

## Загальна характеристика
Одна з найкращих країн світу, що розвиваються, Аргентина є членом великої економіки країн Великої двадцятки. Проте, історично, її економічні показники були дуже нерівномірними: високий економічний ріст чергується із серйозними рецесіями, нерівномірним розподілом доходів та зростанням бідності в останні десятиліття. На початку 20-го століття Аргентина досягнула піку розвитку і стала сьомою найбагатшою країною світу. Незважаючи на те, що до середини століття вона змогла зберегти своє місце серед провідних п'ятнадцяти країн, вона зазнала тривалого і стійкого зниження, і тепер це лише країна з середнім рівнем доходу.
Висока інфляція — слабкість економіки Аргентини на десятиліття — знову стає неприємною проблемою, яка в 2017 році становитиме 24,8 %. Розподіл доходів, який поліпшився з 2002 року, класифікується як «середній», все ще значно нерівний. Аргентина займає 85-те місце серед 180 країн світу в Індексі сприйняття корупції Transparency International в 2017 році. Аргентина врегулювала давню кризу з зовнішнім боргом після виборів Маурісіо Макрі, що дозволило їй вперше за десять років вийти на ринки капіталу.

## Господарство у середині ХХ століття
Аргентина у середині XX століття — аграрно-індустріальна, найбільш розвинута в економічному відношенні країна Латинської Америки. Але й її економіка в цей час залежить від зовнішніх ринків і монополій США, Англії та ін. великих капіталістичних країн. Господарство Аргентини спеціалізується головним чином на виробництві зернових культур і продуктів тваринництва для експорту.
У сільському господарстві панують великі землевласники та іноземні компанії. Великі господарства з площею понад 1 тис. га володіють 75 % землі. 80 % селян безземельні і змушені орендувати землю (здольщина, суборенда) або найматися в батраки. Обробляється близько 11 % нл. (30 млн га, 1954). Зрошується 1,5 млн га. На початок 1958 працювало 71,6 тис. тракторів.
Виробництво основних експортних культур (збір 1957/8):
- пшениця — 5,8 млн т,
- кукурудза — 4,8 млн т,
- лляне сім'я — 630 тис. т,
- соняшник — 760 тис. т.

Більшість зерна та олії дають провінції Пампи та межиріччя Парани і Уругваю. На півночі поширені посіви бавовнику. Цукрова тростина культивується на північному заході (провінція Тукуман). В західних провінціях — виноградарство і промислове садівництво (яблука, груші, сливи, абрикоси), в пониззі Парани — цитрусові.
Важливою галуззю сільського господарства є тваринництво. Переважає пасовищне розведення великої рогатої худоби. За поголів'ям великої рогатої худоби (44,2 млн голів, 1957) Аргентина займає четверте місце серед капіталістичних країн; овець (45,7 млн) — друге місце. Значне поголів'я коней — 5,8 млн, свиней — 3,9 млн. Близько 20 % м'яса і 70 % вовни йде на експорт. Основним районом розведення великої рогатої худоби є Пампа. Вівчарство поширене в Патагонії та інших посушливих районах Аргентини.
За рівнем промислової продукції Аргентина посідає 13-е місце серед капіталістичних країн (0,9 % продукції, 1958). Переважають галузі первинної обробки сільськогосподарської сировини:
- м'ясохолодобійна (переробляється понад 2 млн т м'яса на рік),
- борошномельна (2,2 млн т борошна, 1957),
- маслоробна (206 тис. т масла),
- цукрова (658 тис. т, 1957),
- сироварна,
- виноробна.

Розвинуті текстильна та взуттєва промисловість. Значно меншу питому вагу має важка промисловість. Видобуток нафти — 5,2 млн т (1958—60 % потреб країни), вугілля — 260 тис. т (1958— 5 % потреб), свинцю — бл. ЗО тис. т, цинку — 22 тис. т. Експортне значення має видобуток вольфраму та берилію. Виробництво сталі — 236 тис. т (1958), прокату 654 тис. т — в основному на імпортному брухті. Машинобудування розвинуте слабо. Працюють автоскладальні заводи, судноверфі, завод сільськогосподарських машин та ін. Промисловість Аргентини зосереджена головним чином в прилеглих до Ла-Плати районах. Найбільший промисловий центр — Буенос-Айрес (близько половини промислової продукції країни).
Протяжність залізниць 46 тис. км, шосе — 17 тис. км. На початку 1958 — 330 тис. легкових і 228 тис. вантажних автомашин. Головну роль в зовнішній торгівлі відіграє морський транспорт (99 % експорту й імпорту); 4/5 вантажів перевозиться на іноземних суднах. Найважливіші порти: Буенос-Айрес, Росаріо, Ла-Плата.
Основні статті експорту: м'ясо, шкіра, вовна, жири, пшениця, кукурудза, дубильний екстракт, вольфрам, берилій. Продукція тваринництва становить 54 % загальної вартості експорту, зернові — 26 % (1957).
Основні статті імпорту: нафта, вугілля, чорні метали, металовиробничі верстати, автомобілі, хімікалії, текстильні вироби.
Головне місце в зовнішній торгівлі займають США, Англія, ФРН, Бразилія. Розвивається торгівля з СРСР, Чехословаччиною, Польщею. Грошова одиниця — песо.

## Сучасна економіка

### Загальна характеристика
Сучасна Аргентина — індустріально-аграрна країна. Основні галузі економіки: харчова, автомобільна, текстильна, хімічна та нафтохімічна, металургійна.
ВВП Аргентини у 2021 році $418,2 млрд, прогноз зростання економіки на рік — 4,9 % після кількох поспіль років падіння. Склад ВВП 2005 року:
- 10,6 % — сільське господарство
- 35,9 % — промисловість
- 53,5 % — сфера послуг

Рівень інфляції на 2020 рік 36,1 % За 2015 рік аргентинський песо девальвував на 40 %, що є найбільшим падінням з часів дефолту 2001 року.
Обсяг експорту у 2015 році 56,752 млрд доларів. Статті експорту:
- 41 % — сільськогосподарська продукція
- 32 % — промислова продукція
- 23 % — сировина
- 4 % — паливо й енергія

Країни, куди Аргентина експортує свою продукцію (на 2008 рік):
- 18,9 % — Бразилія
- 9,1 % — Китай
- 7,4 % — США
- 6,7 % — Чилі
- 4,2 % — Нідерланди
- 53,7 % — інші

Обсяг імпорту 2015 року 59,787 млрд доларів. Країни, з яких Аргентина імпортує товари:
- 31,3 % — Бразилія
- 12,4 % — Китай
- 12,0 % — США
- 4,4 % — Німеччина
- 3,1 % — Парагвай
- 36,8 % — інші

### Транспорт
Основний транспорт — залізничний, автомобільний, морський. Всі провінції Аргентини пов'язані мережею залізниць, загальна протяжність яких становить 34,4 тис. км. Істотну роль відіграє водний транспорт. У країні функціонують 7 великих і 30 дрібних портів. Одним з найбільших портів Латинської Америки залишається Буенос-Айрес, через який здійснюється 4/5 всіх океанських перевезень. Великі морські порти: Росаріо, Ла-Плата. Естуарій Ла-Плата і впадаючі в нього ріки Парана, Уругвай і Парагвай утворюють систему судноплавних шляхів протяжністю близько 3000 км.
Внутрішні і міжнародні повітряні перевезення здійснюються переважно національною авіакомпанією «Аеролінеас аргентинас», яку контролює іспанська компанія «Іберія ерлайнз». Основний центр повітряного сполучення — столиця країни; в межах агломерації Великого Буенос-Айреса знаходиться міжнародний аеропорт Есейса і дев'ять дрібніших аеропортів, що обслуговують внутрішні лінії.

### Історія розвитку
У розвитку господарства Аргентини виразно виділяється 7 послідовних періодів:
1. створення натурального господарства (16-18 ст.);
2. формування загальнонаціональної економіки (кінець 18 ст. — 1860);
3. етап переважного експорту зерна і худоби (1860—1930);
4. створення промислової бази в містах (1930—1945);
5. проголошений Пероном розвиток економіки з опорою переважно на внутрішні ресурси і перебудова економіки при провідній ролі держави (1945—1975);
6. фаза економічної нестабільності в період військової диктатури (1976—1983);
7. фаза поступової стабілізації економіки і її структурної перебудови, направленої на розвиток ринкових відносин.

### Промисловість
Географічна різноманітність і багатство природних ресурсів створюють сприятливі умови для розвитку господарства Аргентини. Вона першою з латиноамериканських країн створила сучасну потужну індустріальну базу. Обробна промисловість займає важливе місце в господарстві країни, забезпечуючи 20 % ВВП.
В обробній промисловості домінує важка промисловість; однак традиційні галузі легкої і особливо харчової промисловості займають як і раніше важливе місце і мають експортне значення. Близько 2/3 промислової продукції виготовляється в районі Буенос-Айреса; тут зосереджені підприємства нафтопереробної, металобробної, харчової промисловості, а також виробництво тканин, електротехнічного і електронного обладнання, транспортного обладнання, цементу, шин, хімічні і фармацевтичні підприємства. З інших промислових центрів найбільше значення мають Кордова, де знаходяться великі автомобільні і сталеливарні заводи; Мендоса — центр харчової промисловості і машинобудування; Росаріо — металургійне, нафтопереробне і хімічне виробництво, харчова промисловість; Санта-Фе — автомобільна, сталеливарна, станкобудівна, целюлозно-паперова і харчова промисловість.
Чорна металургія країни — найстаріша на континенті, але розвивається досить повільно, з великим навантаженням потужностей через нестачу сировини. З галузей кольорової металургії розвинені: виробництво свинцю, цинку, міді, алюмінію на базі власної і привізної сировини.
Машинобудування займає провідне місце по вартості продукції у важкій промисловості. Найрозвиненіші транспортне машинобудування, сільськогосподарське машинобудування, виробництво обладнання для харчової промисловості, електротехніка. У транспортному машинобудуванні лідирує автомобілебудування, розвинені суднобудування, авіабудування.

### Сільське господарство
Відмінною рисою сільського господарства Аргентини в порівнянні з іншими країнами Латинської Америки є той факт, що вона не тільки повністю забезпечує себе продовольством, але і експортує його. За споживанням продовольства на душу населення країна перевершує інші країни регіону, а за споживанням м'яса — розвинені країни. По поголів'ю великої рогатої худоби Аргентина займає шосте місце у світі, по виробництву м'яса на душу населення — п'яте, а по його споживанню — перше. М'ясо — національна їжа аргентинців. У рослинництві головне місце традиційно займають зернові і олійні культури експортного значення. По збору пшениці Аргентина — одна з провідних країн світу.
Аргентина традиційно є одним з провідних світових виробників і експортерів зерна і борошна, проте залежна від коливань на найбільшому ринку експорту в сусідній Бразилії.
Посівна площа по пшениці становить від 4,2 до 6,8 млн га. Врожайність — 2,1 — 2,9 тонн/га. Виробництво коливається в межах 9,5 — 16,3 млн тонн. Експорт — 4,3 — 11,8 млн тонн. Споживання всередині країни — 4,9 — 5,5 млн тонн. Перехідні запаси становлять 0,3 — 1,5 млн тонн.
Вагому частину в сільськогосподарському виробництві займає кукурудза. Посівні площі по кукурудзі становлять 2,4 — 3,3 млн га. Врожайність 5,5 — 8,0 тонн/га. Виробництво 14,7 — 22,5 млн тонн, з нього експорт 9,0 — 15,3 млн тонн. Споживання всередині країни — 4,1 — 7,5 млн тонн. Перехідні запаси — 0,2 — 1,7 млн тонн. Імпорт незначний.

### Енергетика
Аргентина займає третє місце в Латинській Америці по споживанню енергії на душу населення (поступаючись Венесуелі і Мексиці). Це пояснюється наявністю в країні розвиненого урбанізованого промислового сектора. Аргентина має в своєму розпорядженні всі види енергетичних ресурсів, за винятком кам'яного вугілля. Електроенергія виробляється головним чином гідроелектростанціями і традиційними тепловими електростанціями, є також атомні станції.

### Безробіття
У 1995 чисельність самодіяльного населення в Аргентині становила близько 13,1 млн чол. У період з 1960 по 1994 частка робочої сили, зайнятої в сільському господарстві, знизилася з 20 до 12 %, а частка зайнятих в промисловості — з 36 до 31 %, тоді як процент зайнятих в сфері обслуговування зріс з 44 до 57 %. Рівень безробіття в містах поступово збільшувався, з 6 % в 1985 до 8 % в 1992, і досяг абсолютного максимуму в 18,6 % в травні 1995. Стійкіше економічне зростання, що почалося в 1996, дозволило знизити безробіття з 13,7 % в жовтні 1997 до 12,4 % в жовтні 1998. Однак багато які з створених в останні роки робочих місць призначені для некваліфікованих і низькооплачуваних категорій працівників. Більш того згідно з офіційною статистикою, крім майже 1,6 млн безробітних, у 1998 в країні нараховувалося ще 1,8 млн чол. (13,3 % економічно активного населення) зайнятих неповний робочий тиждень. Рівень безробіття на 2009 рік 8,4 %. У 2015 році рівень безробіття досяг найнижчого рівня за останні 28 років — 5,9 %. На 2019 рік рівень безробіття складав 9,8 %.

### Азартні ігри
Азартні ігри в Аргентині є в процесі легалізації та оформлення відповідного законодавства. У грудні 2018 року уряд Буенос-Айресу, найбільшої провінції та міста Аргентини, підписав розпорядження щодо легалізації інтернет-казино. Указ 181/19 дозволяє робити ставки на неспортивні змагання у випадку, якщо подія не є політичною.